# Quehat
Segons l'Èxode, capítol sisè, Quehat (en hebreu עברית בן-לֵוִי Qhath ben Lēwî) va ser el segon fill de Leví, fill del patriarca Jacob. Era l'avi de Moisès.
Quehat és comptat entre els hebreus que segons la Bíblia van emigrar des de Canaan a Egipte amb la família de Jacob.
Els seus fills, ja nascuts a Egipte, van ser:
- Amram, pare de Moisès i Aaron
- Ishar, pare de:
  - Xelomit
  - Corè, pare d'Assir, Elcanà i Abiassaf. Corè es va rebel·lar contra Moisès durant l'Èxode pel desert i Déu el va castigar; va esberlar el terra de la seva tenda i ell i tota la seva família van morir.
  - Nèfeg
  - Zicrí
- Hebron, pare de:
  - Jerià, el primogènit
  - Amarià
  - Jahaziel
  - Jecamam
- Uziel, pare de:
  - Micà
  - Ixià
  - Mixael
  - Sitrí
  - Elsafan, designat príncep dels quehatites pel profeta Moisès a la mort d'Amram.[5] Això va provocar la rebel·lió del seu cosí-germà Corè.

Quehat va morir a l'edat de cent trenta-tres anys.